# Alejandro Saint-Aubin Bonnefon
Alejandro Saint-Aubin Bonnefon (Madrid, 20 de gener de 1857 - 24 de maig de 1916) fou un pintor, crític d'art i periodista espanyol, diputat a Corts durant la restauració borbònica.
Els seus pares eren francesos i de ben jove es dedicà a la pintar quadres de costums i a escriure articles d'art a El Liberal i El Heraldo de Madrid, propietat del seu cunyat, el polític liberal José Canalejas y Méndez. El 1893 participà en la Guerra del Marroc, destina a un hospital de Melilla, i el 1898 fou corresponsal d'El Heraldo de Madrid a la Guerra Hispano-estatunidenca
De la mà del seu cunyat ingressà al Partit Liberal, i fou nomenat comissari reial a diverses exposicions de Belles Arts i diputat per Brihuega a les eleccions generals espanyoles de 1901 i per Villena a les eleccions de 1905 i de 1910. També fou candidat al Senat per la província d'Alacant.